# Lamenia wanriana
Lamenia wanriana är en insektsart som beskrevs av Matsumura 1914. Lamenia wanriana ingår i släktet Lamenia och familjen Derbidae. Inga underarter finns listade i Catalogue of Life.